# Bitwa pod Konyą
Bitwa pod Konyą – starcie zbrojne, które miało miejsce 21 grudnia 1832 roku pomiędzy siłami Imperium Osmańskiego dowodzonymi przez wielkiego wezyra Raszida Paszę, a wojskami egipskimi kierowanymi przez Ibrahima Paszę.
Główną przyczyną wojny była chęć uniezależnienia się Muhammada Alego od sułtana osmańskiego oraz opanowanie terenów Wielkiej Syrii przez władcę Egiptu. Była to największa bitwa kampanii roku 1832 podczas wojny egipsko-tureckiej. Zwycięskie oddziały Ibrahima Paszy, będące wcześniej szkolone przez francuskich oficerów (największy wkład w ćwiczenia posiadał Sulejman Pasza) i lepiej zaopatrzone pokonały armię turecką w pobliżu Taurusu. Po zwycięstwie istniała możliwość obalenia panującej w Stambule dynastii. Jednak dyplomacja europejska zapobiegła zmianie równowagi sił w tym rejonie świata.
6 maja 1833 roku doszło do podpisania traktatu pokojowego w Kütahyi. Muhammad Ali ciągle jako lennik sułtana otrzymywał w panowanie tereny Palestyny oraz Syrii. Zgodnie z umową nad obszarem Syrii władzę jako namiestnik powinien sprawować Ibrahim Pasza.
Bezpośrednim skutkiem tej bitwy było podpisanie traktatu Unkiar-Iskielessi oraz podporządkowanie Turcji Rosji.